# Rugby Europe International Championships
La Rugby Europe International Championship (también conocida como Seis Naciones B) es el campeonato europeo para equipos nacionales de segunda y tercera división del rugby europeo. El campeonato se divide en 7 divisiones de entre 4 y 8 equipos cada una. Los equipos de cada división se enfrentan entre sí a partido único entre octubre y mayo del año siguiente.
En la actualidad, no hay promoción o descenso entre la REIC y el Seis Naciones. El campeón actual es Georgia, al ganar la temporada de 2025.

## Historia

### Campeonatos internacionales antes del año 2000
Tras la exclusión de Francia del Torneo de las Cinco Naciones después de la edición de 1931, Francia se une a Italia, Rumania, Alemania, España, Bélgica, Portugal, Países Bajos y Cataluña para crear la Federación Internacional de Rugby Amateur (FIRA, ahora Rugby Europe) como una Alternativa a la International Rugby Football Board (ahora World Rugby). Tres torneos se llevan a cabo desde 1936-1938, con Francia ganando los tres. Después de la Segunda Guerra Mundial, Francia es readmitida en el Torneo de las Cinco Naciones, pero también compiten en los dos únicos torneos organizados por la FIRA, la Rugby Union European Cup, celebrada en 1952 y 1954, ganando ambos.
Desde 1965, FIRA intenta revitalizar la competencia europea creando la FIRA Nations Cup (1965-1973) y luego el FIRA Trophy (1973-1997); sin embargo, Francia tiene un lado de Francia A formado principalmente por estudiantes universitarios. Mientras que los estudiantes franceses ganan muchos de los torneos, Rumania también tiene su parte de títulos. A finales de la década de 1990, el campeonato se vuelve irregular, y algunas ediciones no se llevan a cabo debido a las calificaciones para la Copa del Mundo. Finalmente, la European Nations Cup comienza en 2000, ya no incluye a Francia e Italia, ya que ahora juegan en el Torneo de las Seis Naciones reformado.

### European Nations Cup: formato inicial (desde 2000)
| Leyenda | Leyenda                     |
| ------- | --------------------------- |
|         | Torneo de las Seis Naciones |
|         | Championship                |
|         | Trophy                      |
|         | Conferencia 1 Norte         |
|         | Conferencia 1 Sur           |
|         | Conferencia 2 Norte         |
|         | Conferencia 2 Sur           |
|         | Development                 |
|         | Otros                       |

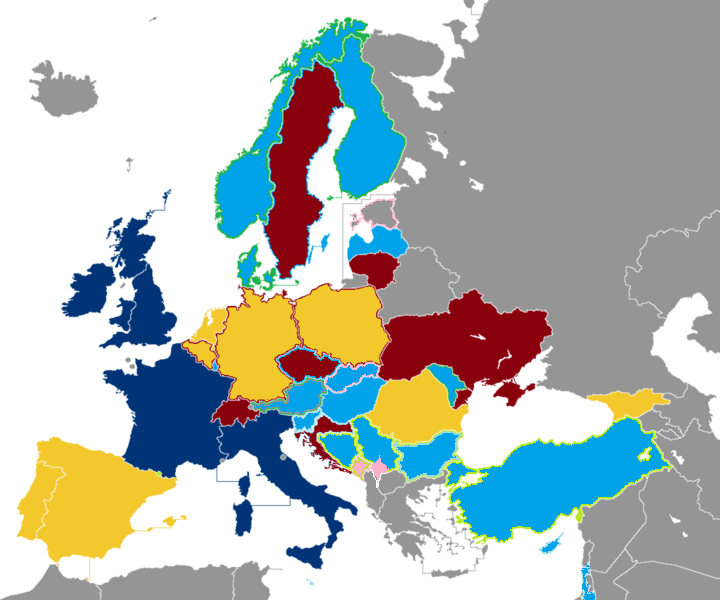
Rugby Europe International Championships 2018-19

Después del establecimiento en el año 2000 del sistema de divisiones, Rumanía ganó esa primera competición. La primera temporada se incluyó a Marruecos por razones históricas. 
En el año 2001, sin embargo, esta selección fue reemplazada por la rusa, y en esta edición Georgia ganó el título coronándose finalmente en una victoria decisiva frente a Rumanía en Bucarest por 31-20. Como el formato de competición cambió de un solo año a otro bianual, los Países Bajos no descendieron al final de esa temporada. 
Rumanía empezó en 2002 arrastrando su resultado con Georgia de 2001, pero consiguió vencer los cinco partidos que quedaban, incluyendo una victoria muy trabajada por 31-23 en Tiflis.
La victoria sorprendente de Portugal sobre Rumanía por 16-15 en Lisboa, colocó a los portugueses como primeros en la clasificación del 2003-04. En la segunda mitad de la competición, Rumanía "se vengó" (36-6 en Constanza), pero perdió en Krasnodar frente a Rusia. Entonces Portugal ganó su único título en un partido agónico frente a Rusia en Lisboa. El partido Rusia vs. República Checa fue suspendido por razones climatológicas y eventualmente cancelado. El campeonato que discurrió entre 2004-2006 sirvió también para clasificarse para la Copa Mundial de Rugby de 2007. Rumanía ganó a pesar de haber acabado igualada a puntos con Georgia y Ucrania descendió tras perder todos los partidos.
El campeonato del 2006-2008 vio el retorno de los españoles a la máxima división. Los ganadores fueron Georgia, continuando con su brillante actuación en la Copa del Mundo de Rugby de 2007. Los rusos mostraron su mejora consiguiendo el segundo puesto (nunca antes conseguido por esta selección). La República Checa acabó última tras contar todos sus partidos por derrotas, quedando por tanto relegada a la División 2A. 
El campeonato que discurre entre los años 2008-2010, también es valedero para la clasificación a la Copa Mundial de Rugby de 2011, consiguiendo la clasificación directa los dos primeros clasificados de la División 1 y teniendo que ir a la repesca el tercero de esta misma división (enfrentándose primero a algún equipo de una división inferior y tras ello frente a un equipo del grupo americano). Este campeonato ha visto la vuelta a la más alta competición europea (salvo el Seis Naciones) de Alemania, a la que no había accedido tras la remodelación del campeonato en el año 2000.

### International Championships: nuevo formato (desde 2016)
Desde septiembre de 2016, la European Nations Cup se convirtió en el Rugby Europe International Championships, compuesto por cinco niveles o divisiones:
- Nivel 1 - Championship. Las seis selecciones mejor clasificadas en el ranking (exceptuando las selecciones del Torneo de las Seis Naciones) se disputan el título anual. Sustituye a la antigua División 1A.
- Nivel 2 - Trophy. Los siguientes seis equipos en el ranking se disputan el título Trophy. Sustituye a la antigua división 1B.
- Nivel 3 - Conferencia 1. División 2, de la A a la D, se convierte en el nuevo nivel Conference, donde veinte selecciones son separados en dos Conferencias, basándose en los ranking de años anteriores. Cada conferencia se divide, a su vez, en dos, Norte y Sur donde las selecciones podrían cambiar cada año dependiendo de las selecciones participantes.
- Nivel 4 - Conference 2.
- Nivel 5 - Development. Sustituye a la Division 3.

Un sistema de play-off de ascenso y descenso se lleva a cabo entre todos los niveles cada año, esto significa que las selecciones descenderán y ascenderán anualmente.

## Torneos predecesores
| Temporada                | Campeón                         | Subcampeón      | Tercero          | Notas                                                    |
| Torneos FIRA             | Torneos FIRA                    | Torneos FIRA    | Torneos FIRA     | Torneos FIRA                                             |
| ------------------------ | ------------------------------- | --------------- | ---------------- | -------------------------------------------------------- |
| 1936                     | Francia                         | Alemania        | Italia           | Primer torneo FIRA por eliminatorias                     |
| 1937                     | Francia                         | Italia          | Alemania         |                                                          |
| 1938                     | Francia                         | Alemania        | Rumania          |                                                          |
| Rugby Union European Cup |                                 |                 |                  |                                                          |
| 1952                     | Francia                         | Italia          | Alemania Federal |                                                          |
| 1954                     | Francia                         | Italia          | España           |                                                          |
| FIRA Nations Cup         |                                 |                 |                  |                                                          |
| 1965-66                  | Francia                         | Italia          | Rumania          | Reestructuración a formato de liga durante una temporada |
| 1966-67                  | Francia                         | Rumania         | Italia           |                                                          |
| 1967-68                  | Francia                         | Rumania         | Checoslovaquia   |                                                          |
| 1968-69                  | Rumania                         | Francia         | Checoslovaquia   |                                                          |
| 1969-70                  | Francia                         | Rumania         | Italia           |                                                          |
| 1970-71                  | Francia                         | Rumania         | Marruecos        |                                                          |
| 1971-72                  | Francia                         | Rumania         | Marruecos        |                                                          |
| 1972-73                  | Francia                         | Rumania         | España           |                                                          |
| FIRA Trophy              |                                 |                 |                  |                                                          |
| 1973-74                  | Francia                         | Rumania         | España           |                                                          |
| 1974-75                  | Rumania                         | Francia         | Italia           |                                                          |
| 1975-76                  | Francia                         | Italia          | Rumania          |                                                          |
| 1976-77                  | Rumania                         | Francia         | Italia           |                                                          |
| 1977-78                  | Francia                         | Rumania         | España           |                                                          |
| 1978-79                  | Francia                         | Rumania         | Unión Soviética  |                                                          |
| 1979-80                  | Francia                         | Rumania         | Italia           |                                                          |
| 1980-81                  | Rumania                         | Francia         | Unión Soviética  |                                                          |
| 1981-82                  | Francia                         | Italia          | Rumania          |                                                          |
| 1982-83                  | Rumania                         | Italia          | Unión Soviética  |                                                          |
| 1983-84                  | Francia                         | Rumania         | Italia           |                                                          |
| 1984-85                  | Francia                         | Unión Soviética | Italia           |                                                          |
| 1985-87                  | Francia                         | Unión Soviética | Rumania          |                                                          |
| 1987-89                  | Francia                         | Unión Soviética | Rumania          |                                                          |
| 1989-90                  | Francia Unión Soviética Rumania |                 |                  | Hubo tres vencedores empatados a puntos y victorias      |
| 1990-92                  | Francia                         | Italia          | Rumania          |                                                          |
| 1992-94                  | Francia                         | Italia          | Rumania          |                                                          |
| 1995-97                  | Italia                          | Francia         | Rumania          |                                                          |

## European Nations Cup (2000 - 2016)
| Año     |          | Primera División | Primera División | Primera División | Primera División |                 | Campeones Divisiones Inferiores | Campeones Divisiones Inferiores |
| Año     | Ganador  | Segundo          | Tercero          | Descendido       | Trophy           | División 2      |                                 |                                 |
| 2000    | Rumania  | Georgia          | Marruecos        |                  | Rusia            | República Checa |                                 |                                 |
| 2001    | Georgia  | Rumania          | Rusia            |                  | Polonia          | No disputado    |                                 |                                 |
| 2001-02 | Rumania  | Georgia          | Rusia            | Países Bajos     | República Checa  | Eslovenia       |                                 |                                 |
| 2003-04 | Portugal | Rumania          | Georgia          | España           | Ucrania          | Moldavia        |                                 |                                 |
| 2004-06 | Rumania  | Georgia          | Portugal         | Ucrania          | España           | Letonia         |                                 |                                 |
| 2006-08 | Georgia  | Rusia            | Rumania          | República Checa  | Alemania         | Suecia          |                                 |                                 |
| 2009    | Georgia  | Rusia            | Portugal         | Alemania         | Ucrania          | Lituania        |                                 |                                 |
| 2010    | Rumania  | Georgia          | Rusia            | Alemania         | Ucrania          | Lituania        |                                 |                                 |
| 2011    | Georgia  | Rumania          | Portugal         | Ucrania          | Bélgica          | Suecia          |                                 |                                 |
| 2012    | Georgia  | España           | Rumania          | Ucrania          | Bélgica          | Suecia          |                                 |                                 |
| 2013    | Georgia  | Rumania          | Rusia            | Bélgica          | Alemania         | Países Bajos    |                                 |                                 |
| 2014    | Georgia  | Rumania          | Rusia            | Bélgica          | Alemania         | Países Bajos    |                                 |                                 |
| 2015    | Georgia  | Rumania          | España           | Portugal         | Bélgica          | Estonia         |                                 |                                 |
| 2016    | Georgia  | Rumania          | Rusia            | Portugal         | Bélgica          | Estonia         |                                 |                                 |

## Rugby Europe International Championships (2016-actualidad)
| Año  |         | Championship | Championship | Championship | Championship                                   |                                                | Campeones Divisiones Inferiores                | Campeones Divisiones Inferiores | Campeones Divisiones Inferiores |
| Año  | Ganador | Segundo      | Tercero      | Descendido   | Trophy                                         | Conference                                     | Development                                    |                                 |                                 |
| 2017 | Rumania | Georgia      | España       | —            | Portugal                                       | República Checa                                | Eslovaquia                                     |                                 |                                 |
| 2018 | Georgia | Rusia        | Alemania     | —            | Portugal                                       | Lituania                                       | Bulgaria                                       |                                 |                                 |
| 2019 | Georgia | España       | Rumania      | Alemania     | Portugal                                       | Ucrania                                        | Turquía                                        |                                 |                                 |
| 2020 | Georgia | España       | Rumania      | Bélgica      | Países Bajos                                   | Cancelado debido a la pandemia de COVID-19.    | Cancelado debido a la pandemia de COVID-19.    |                                 |                                 |
| 2021 | Georgia | Rumania      | Portugal     | Rusia        | No disputado debido a la pandemia de COVID-19. | No disputado debido a la pandemia de COVID-19. | No disputado debido a la pandemia de COVID-19. |                                 |                                 |
| 2022 | Georgia | Rumania      | España*      | Rusia        | Bélgica                                        | Suecia                                         | Eslovaquia                                     |                                 |                                 |
| 2023 | Georgia | Portugal     | Rumania      | Polonia      | Suiza                                          | República Checa                                | Austria                                        |                                 |                                 |
| 2024 | Georgia | Portugal     | España       | Polonia      | Suiza                                          | Luxemburgo                                     | Montenegro                                     |                                 |                                 |
| 2025 | Georgia | España       | Rumania      |              |                                                |                                                |                                                |                                 |                                 |

*España perdió puntos por problemas de elegibilidad de un jugador.

## Divisiones Actuales (2022-23)
| Championship |
| ------------ |
| Georgia      |
| Alemania     |
| Portugal     |
| Países Bajos |
| España       |
| Rumania      |
| Polonia      |
| Bélgica      |

| Trophy   |
| -------- |
| Lituania |
| Ucrania  |
| Suiza    |
| Croacia  |
| Suecia   |

| Conferencia 1 Norte |
| ------------------- |
| Moldavia            |
| Hungría             |
| República Checa     |
| Luxemburgo          |
| Letonia             |

| Conferencia 1 Sur |
| ----------------- |
| Bulgaria          |
| Malta             |
| Israel            |
| Chipre            |
| Eslovenia         |

| Conferencia 2 Norte |
| ------------------- |
| Andorra             |
| Dinamarca           |
| Finlandia           |
| Noruega             |

| Conferencia 2 Sur    |
| -------------------- |
| Turquía              |
| Serbia               |
| Bosnia y Herzegovina |
| Montenegro           |

| Development |
| ----------- |
| Austria     |
| Kosovo      |

## Palmarés

### Global
| País            | 1.º | 2.º | 3.º |
| --------------- | --- | --- | --- |
| Francia         | 25  | 5   | -   |
| Georgia         | 17  | 5   | 1   |
| Rumania         | 10  | 20  | 15  |
| Italia          | 1   | 9   | 8   |
| Portugal        | 1   | 2   | 4   |
| España          | -   | 4   | 8   |
| Unión Soviética | -   | 4   | 3   |
| Rusia           | -   | 3   | 6   |
| Alemania*       | -   | 2   | 3   |
| Marruecos       | -   | -   | 3   |
| República Checa | -   | -   | 2   |

[*] Incluye la tercera plaza en la que acabó la RFA en 1952.

### European Nations Cup (2000-Act.)
- Actualizado al término de la edición 2023.

| Equipo          | Campeonatos | Subcampeonatos | Tercer puesto | Partidos | Ganados | Empatados | Perdidos | %   |
| --------------- | ----------- | -------------- | ------------- | -------- | ------- | --------- | -------- | --- |
| Georgia         | 15          | 5              | 1             | 120      | 102     | 5         | 13       | 85% |
| Rumania         | 5           | 9              | 5             | 120      | 83      | 2         | 35       | 69% |
| Portugal        | 1           | 1              | 4             | 105      | 46      | 4         | 55       | 44% |
| España          | 0           | 3              | 3             | 105      | 40      | 4         | 61       | 38% |
| Rusia           | 0           | 3              | 6             | 104      | 53      | 3         | 48       | 51% |
| Bélgica         | 0           | 0              | 0             | 35       | 5       | 1         | 29       | 14% |
| Alemania        | 0           | 0              | 1             | 35       | 4       | 1         | 30       | 11% |
| Países Bajos    | 0           | 0              | 0             | 30       | 5       | 0         | 25       | 17% |
| República Checa | 0           | 0              | 0             | 29       | 6       | 0         | 23       | 21% |
| Ucrania         | 0           | 0              | 0             | 20       | 1       | 0         | 19       | 5%  |
| Polonia         | 0           | 0              | 0             | 5        | 1       | 0         | 4        | 20% |
| Marruecos       | 0           | 0              | 1             | 5        | 3       | 0         | 2        | 60% |

## Trofeos de rivalidad
Varias competiciones individuales tienen lugar bajo el paraguas del torneo. Estas son las siguientes:

### ViriatoCup
La Copa Viriato es un trofeo disputado entre las selecciones de España y Portugal dentro de sus enfrentamientos en la Copa Europea de Naciones. Su denominación es debida a Viriato, figura histórica de las guerras lusitanas desarrolladas en Hispania entre el año 155 a. C. y el 139 a. C.
Su último enfrentamiento finalizó con victoria para España por 33-28 en marzo de 2022.
El denominado como derbi ibérico de rugby entre «os lobos» portugueses y «los leones» españoles se ha producido en treinta y ocho ocasiones. Entre ellas se registra un balance favorable a los españoles con veintiséis victorias frente a las once de los lusos. Pese a la aparente superioridad hispana, ninguno goza en la actualidad de una superioridad manifiesta, si bien es cierto que la mayoría de las victorias portuguesas se han producido desde el año 2000, donde se aventajan en el balance con nueve a ocho victorias y un empate en el enfrentamiento producido el 16 de marzo de 2013.

### Trofeo de las DosIberias
Enfrentamiento entre las selecciones de España y Georgia dentro de sus enfrentamientos en la Copa Europea de Naciones.
Su último enfrentamiento finalizó con victoria para Georgia (2022).

### Tesoro de losLipovanos
Enfrentamiento entre las selecciones de Rumanía y Rusia.
Su último enfrentamiento finalizó con victoria para Rumanía (2022).

### Copa Antim
La Copa Antim es un trofeo disputado desde 2002 entre las selecciones de Rumanía y Georgia dentro de sus enfrentamientos en la Copa Europea de Naciones. Recibe el nombre del personaje histórico rumano Antim Ivireanul —o Antim el Ibérico—, proveniente de Georgia. El defensor del título mantiene el trofeo hasta una victoria del aspirante.
Su último enfrentamiento finalizó con victoria para Georgia (2022).
Desde el año 2002, Georgia ha ganado 13 veces, por 6 victorias de Rumanía y 1 empate.

### Oro de Moscú
Enfrentamiento entre las selecciones de España y Rusia dentro de sus enfrentamientos en la Copa Europea de Naciones.
Su último enfrentamiento finalizó con victoria para España (2022).

### ColtanCup
Enfrentamiento entre las selecciones de Portugal y Bélgica.
Su último enfrentamiento finalizó con victoria para Portugal (2020).

### Columna de Trajano
Enfrentamiento entre las selecciones de España y Rumanía dentro de sus enfrentamientos en la Copa Europea de Naciones.
Su último enfrentamiento finalizó con victoria para España (2022).

### SuebiBowl
Enfrentamiento entre las selecciones de Alemania y Portugal.
Su último enfrentamiento finalizó con victoria para Portugal (2010).

### Kiseleff Cup
Enfrentamiento entre las selecciones de Rusia y Rumanía.
Su último enfrentamiento finalizó con victoria para Rumanía (2022).

### General Stanislaw Maczek Trophy
Enfrentamiento entre las selecciones de Bélgica y Polonia.
Su último enfrentamiento finalizó con victoria para Polonia (2023).